# Hokah
Hokah ist eine Stadt im Houston County in Minnesota, Vereinigte Staaten. Das U.S. Census Bureau hat bei der Volkszählung 2020 eine Einwohnerzahl von 553 ermittelt.

## Geographie
Nach den Angaben des United States Census Bureau hat die Stadt eine Fläche von 1,9 km², wovon 1,8 km² auf Land und 0,1 km² (= 1,37 %) auf Gewässer entfallen.
Minnesota State Route 16 und Minnesota State Highway 44 sind die beiden Hauptstraßen im Stadtgebiet.

## Demographie
Zum Zeitpunkt des United States Census 2000 bewohnten Hokah 614 Personen. Die Bevölkerungsdichte betrug 333,9 Personen pro km². Es gab 278 Wohneinheiten, durchschnittlich 151,2 pro km². Die Bevölkerung Hokahs bestand zu 98,37 % aus Weißen, 1,14 % Schwarzen oder African American, 0,16 % gaben an, anderen Rassen anzugehören und 0,33 % nannten zwei oder mehr Rassen. 0,81 % der Bevölkerung erklärten, Hispanos oder Latinos jeglicher Rasse zu sein.
Die Bewohner Hokahs verteilten sich auf 271 Haushalte, von denen in 34,3 % Kinder unter 18 Jahren lebten. 39,1 % der Haushalte stellten Verheiratete, 14,4 % hatten einen weiblichen Haushaltsvorstand ohne Ehemann und 41,3 % bildeten keine Familien. 35,1 % der Haushalte bestanden aus Einzelpersonen und in 12,5 % aller Haushalte lebte jemand im Alter von 65 Jahren oder mehr alleine. Die durchschnittliche Haushaltsgröße betrug 2,27 und die durchschnittliche Familiengröße 2,96 Personen.
Die Stadtbevölkerung verteilte sich auf 27,9 % Minderjährige, 8,3 % 18–24-Jährige, 31,1 % 25–44-Jährige, 19,5 % 45–64-Jährige und 13,2 % im Alter von 65 Jahren oder mehr. Das Durchschnittsalter betrug 35 Jahre. Auf jeweils 100 Frauen entfielen 88,9 Männer. Bei den über 18-Jährigen entfielen auf 100 Frauen 90,9 Männer.
Das mittlere Haushaltseinkommen in Hokah betrug 26.838 US-Dollar und das mittlere Familieneinkommen erreichte die Höhe von 36.000 US-Dollar. Das Durchschnittseinkommen der Männer betrug 32.212 US-Dollar, gegenüber 21.016 US-Dollar bei den Frauen. Das Pro-Kopf-Einkommen in Hokah war 15.630 US-Dollar. 15,5 % der Bevölkerung und 16,5 % der Familien hatten ein Einkommen unterhalb der Armutsgrenze, davon waren 26,0 % der Minderjährigen und 8,3 % der Altersgruppe 65 Jahre und mehr betroffen.

## Bildung
Die Stadt bildet mit La Crescent einen gemeinsamen Schulbezirk.